# Kevin Moore
Kevin Moore nasceu em 26 de maio de 1967 em Kings Park, Long Island, é um tecladista que estudou música na SUNY Fredonia College, no estado de Nova Iorque. Durante o colegial tocava numa banda chamada "Centurion" na qual tocava com o baixista John Myung e com o guitarrista John Petrucci.
Em Dezembro de 1985, Kevin Moore juntou-se a John Petrucci e John Myung (ambos estudando música em Berklee School), o baterista Mike Portnoy e o vocalista Chris Collins para criar o "Majesty" (que posteriormente seria o "Dream Theater"). Kevin abandonou os estudos para se concentrar na banda. Ele possuía um emprego fixo e estudava música em aulas particulares.
Após 9 anos, Kevin saiu da banda em junho de 1994, assim que se finalizou a gravação do álbum Awake. Após sua saída, Kevin mudou-se para Santa Fé, Novo México, e viveu lá por um ano enquanto empenhava-se em compor e gravar material solo. Algumas demos foram gravadas neste período e foram lançadas sob o título de Music Meant To Be Heard, Etc.. Algumas das músicas desta demo foram incluídas em seus CDs Dead Air For Radios, Even The Waves, S.O.S, On The Page e Mouse.
De acordo com Mike Portnoy, Kevin era o membro mais distante da banda; tinha grande interesse em criar material próprio, sendo este o principal motivo de sua saída da banda.
Em Julho de 1995, Kevin raspou a cabeça e mudou-se para Los Angeles, Califórnia para gravar um novo material com a banda Fates Warning do baterista Mark Zonder. Este material, após algum tempo, tornou-se uma demo de uma banda chamada Chroma Key que tinha Kevin Moore nos teclados, baixo e vocal e Mark Zonder na bateria. Kevin chamou este novo estilo de música como sendo "Rock Semi-Progressivo para Teclado".
Depois, na segunda metade de 1996 mais material sob o título de Chroma Key foi gravado com Jason Anderson nas guitarras, Joey Vera no baixo e Mark Zonder na bateria no Rehersal Studio e em sua casa em Los Angeles National Forset.
Em 22 de junho de 1998 o novo álbum Dead Air Radios foi lançado.